# Windsor (New Hampshire)
Pour les articles homonymes, voir Windsor.
Windsor est une municipalité américaine située dans le comté de Hillsborough au New Hampshire. Selon le recensement de 2010, sa population est de 224 habitants.

## Géographie
La municipalité s'étend sur 8,62 milles carrés (22,33 km2), dont 0,27 milles carrés (0,7 km2) d'étendues d'eau.

## Histoire
La localité est fondée en 1748 par James Campbell, elle prend le nom de Campbell's Gore. En 1798, elle devient une municipalité et prend le nom de Windsor dans le Connecticut, d'où était originaire Campbell.